# Lothar Collatz
Lothar Collatz (né le 6 juillet 1910 à Arnsberg et mort le 26 septembre 1990 à Varna en Bulgarie) est un mathématicien allemand. En 1937, il énonce la « conjecture de Collatz », connue également sous le nom de conjecture de Syracuse.

## Biographie
Collatz étudie les mathématiques et la physique dans différentes universités allemandes (Berlin, Munich, Greifswald et Göttingen) de 1928 à 1933, et suit ainsi les cours de scientifiques aussi éminents que David Hilbert, Erwin Schrödinger, Richard Courant et Constantin Carathéodory. Il est admis aux examens d'État par Richard von Mises et Erwin Schrödinger en 1933, et prend un poste d'assistant à l’université de Berlin. Von Mises, qui a prononcé son admission, doit quitter à ce moment l'Allemagne par suite des persécutions nazies. Collatz obtient son doctorat en 1935 pour une thèse sur « le calcul des différences divisées de haut degré appliqué à la résolution des équations différentielles linéaires », préparée sous la direction d’Alfred Klose et de Erhard Schmidt. Il est recruté comme professeur à l'Institut de technologie de Karlsruhe puis à l’Institut für Technische Mechanik par Theodor Pöschl (de) et Wilhelm Quade (1898–1975). C'est là qu'il soutient son habilitation en 1937. Pendant la guerre, il travaille à l’'Institut für Praktische Mathematik de Darmstadt tout en exerçant comme privat-docent à Karlsruhe. En 1940 il épouse Martha Togny.
En 1943 il accepte un poste de professeur de mathématiques à l’université de Hanovre. Il est enfin de 1952 à 1990 professeur de mathématiques appliquées à l'université de Hambourg, où il a fondé un institut de mathématiques appliquées qui a un rayonnement international. Il est nommé professeur émérite en 1978. Il meurt lors d'une conférence internationale à Varna en 1990.
Il est pendant des années le chroniqueur anonyme d'une rubrique de mathématiques récréatives fort appréciée des lecteurs de Die Zeit, appelée Logelei von Zweistein (de).

## Contributions mathématiques
Il est surtout connu pour la conjecture de Collatz énoncée en 1937. Il reste comme un promoteur des mathématiques appliquées au calcul numérique, avec des contributions importantes en analyse fonctionnelle, à la théorie des équations différentielles et intégrales. Ses premiers travaux l'avaient orienté vers la méthode des différences finies et son taux de convergence. Il étudia particulièrement les gains obtenus en augmentant le degré de l'approximation (« raffinement p »).
Il se tourne ensuite vers le calcul approché des valeurs propres de matrices et la résolution des équations différentielles, avec un intérêt particulier pour la définition géométrique et les propriétés des moulures utilisées en menuiserie, les splines périodiques, la théorie des bifurcations. Il publie en 1957 un article à l'origine d'une branche de la théorie des graphes, la théorie spectrale des graphes ; le co-auteur posthume nommé par Collatz est Ulrich Sinogowitz, victime du bombardement de Darmstadt (11-12 septembre 1944).
Plusieurs de ses livres de mathématiques appliquées ont été traduits en anglais.
- Eigenwertprobleme und ihre numerische Bahandlung, Leipzig, Academische Verlagsgesellschaft (réimpr. 1945), 338 p.
- Numerische Behandlung von Differentialgleichungen, Berlin, Springer Verlag, 1951 (réimpr. 1955), 526 p. (ISBN 3764318554)
- Differentialgleichungen: eine Einführung unter besonderer Berücksichtigung der Anwendungen, Leipzig, Teubner B.G. GmbH, 1990, 318 p. (ISBN 3519320339)

## Suite de Collatz
La « suite de Collatz » est définie de la manière suivante :
{\displaystyle u_{n+1}={\begin{cases}{\frac {u_{n}}{2}}&{\mbox{si }}u_{n}{\mbox{ est pair}}\\3u_{n}+1&{\mbox{sinon}}.\end{cases}}}

## Prix Collatz
Un prix Collatz en mathématiques appliquées et industrielles est décerné tous les quatre ans en son honneur par l'ICIAM (International Congress on Industrial and Applied Mathematics) et le GAMM (Gesellschaft für Angewandte Mathematik und Mechanik) depuis 1999.